# Cake (film, 2014)
Cet article concerne le film de Daniel Barnz. Pour le film de Nisha Ganatra, voir Cake.
Pour les articles homonymes, voir Cake.
Pour plus de détails, voir Fiche technique et Distribution.
Cake est un drame américain, réalisé par Daniel Barnz, tourné dans sa totalité à Los Angeles, sorti en 2015.

## Synopsis
Claire Benett a été victime d'un accident de la route, qui a tué son fils et l'a laissée avec des douleurs chroniques. Claire souffre, et sa souffrance fait qu'elle reporte toute sa colère sur son entourage, qui se détourne d'elle peu à peu. Après le suicide de Nina, membre du groupe de soutien auquel appartient également Claire, elle devient fascinée par ce geste fatal et tente de percer le mystère de ce qui a poussé la jeune femme à commettre l'irréparable.

## Fiche technique
- Titre original : Cake
- Réalisation : Daniel Barnz
- Scénario : Patrick Tobin
- Décors : Joseph T. Garrity
- Direction artistique : Brittany Bradford
- Costumes : Karyn Wagner
- Montage : Kristina Boden et Michelle Harrison
- Musique : Christophe Beck
- Photographie : Rachel Morrison
- Production : Ben Barnz, Mark Canton, Kristin Hahn (en), Courtney Solomon, Jennifer Aniston et Shyam Madiraju
- Sociétés de production : Echo Films, Cinelou Films, We're Not Brothers Productions
- Sociétés de distribution : Cinelou Releasing, Warner Bros. Pictures
- Budget : estimé à environ 7 millions de dollars
- Pays de production :  États-Unis
- Langue originale : anglais
- Format : couleur — 35 mm — 2,35:1 — son Dolby Digital
- Genre : drame
- Durée : 102 minutes
- Dates de sortie :
  - Canada : 8 septembre 2014 (Festival international du film de Toronto)
  - France : 8 avril 2015

## Distribution

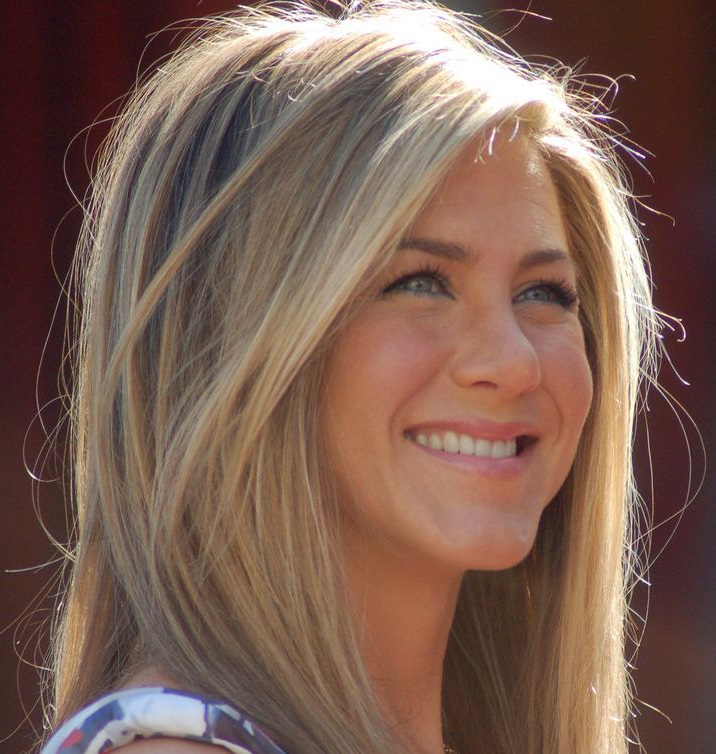
Jennifer Aniston en février 2012.

- Jennifer Aniston (VF : Dorothée Jemma) : Claire Bennett
- Adriana Barraza (VF : Brigitte Virtudes) : Silvana
- Anna Kendrick (VF : Karine Foviau) : Nina Collins
- Sam Worthington (VF : Adrien Antoine) : Roy Collins, le mari de Nina
- Mamie Gummer (VF : Ingrid Donnadieu) : Bonnie
- Felicity Huffman (VF : Danièle Douet) : Annette
- William H. Macy (VF : Jacques Bouanich) : Leonard
- Chris Messina (VF : Alexis Victor) : Jason Bennett, l'ex mari de Claire
- Lucy Punch (VF : Sandra Valentin) : l'infirmière Gayle
- Britt Robertson : Becky
- Paula Cale : Carol
- Ashley Crow : Stephanie
- Manuel Garcia-Rulfo : Arturo
- Camille Guaty (VF : Alexandra Garijo) : Tina
- Allen Maldonado (VF : Namakan Koné) : Buddy
- Camille Mana (en) : l'infirmière Malaya
- Julio Oscar Mechoso : Dr Mata, le pharmacien
- Evan O'Toole (VF : Timothé Vom Dorp) : Casey Collins
- Pepe Serna (en) : Nuncio
- Lizzie Peet : Gail
- Misty Upham : Liz
- Rose Abdoo (en) : Innocencia
- Alma Martinez (en) : Irma

 Source et légende : version française (VF) sur RS Doublage

## Production
Le tournage du film a débuté le 3 avril 2014 à Los Angeles.
Daniel Barnz, le réalisateur a déclaré à propos de Jennifer Aniston : « Des millions de fans de Jennifer Aniston, je suis peut-être être le plus grand de tous. J'ai particulièrement aimé ses performances dramatiques, et je suis impatient de voir son jeu avec un rôle écrit si brillamment, avec humour et tant de douleur (chapeau à l'écrivain Patrick Tobin) ».
Comme dans Management (2009), Une famille très moderne (2010) et Life of Crime (2014), Jennifer Aniston est l'actrice principale mais également productrice exécutive.

## Distinctions

### Récompenses
- People Magazine Awards 2014 : meilleure actrice pour Jennifer Aniston
- Festival du film de Hollywood 2014 : meilleure actrice pour Jennifer Aniston

### Nominations
- Critics' Choice Movie Awards 2015 : meilleure actrice pour Jennifer Aniston
- Golden Globes 2015 : meilleure actrice dans un film dramatique pour Jennifer Aniston
- Screen Actors Guild Awards 2015 : meilleure actrice pour Jennifer Aniston